# كابروني كا.132
كابروني كا.132 (بالإنجليزية: Caproni Ca.132)‏ هي طائرةٌ إيطاليَّة، صنعتها شركة كابروني للطائرات، وكان أول تحليقٍ لها في 1934.